# Roquetas de Mar (Gerichtsbezirk)
Der Gerichtsbezirk Roquetas de Mar ist einer der acht Gerichtsbezirke in der Provinz Almería.
Der Bezirk umfasst die Gemeinde Roquetas de Mar auf einer Fläche von 59,65 km² mit dem Hauptquartier in Roquetas de Mar.